# Bailliage de Grüningen
?–1416
Entités suivantes :
- Bailliage de Grüningen

1416–1798
Entités précédentes :
- Seigneurie de Grüningen

Entités suivantes :
- District de Hinwil

La seigneurie de Grüningen est une seigneurie située dans l'actuel canton de Zurich. En 1408, Zurich achète la seigneurie qui devient le bailliage de Grüningen en 1416. Le bailliage est supprimé en 1798.

## Histoire
La seigneurie est composée à l'origine notamment de Grüningen, Oetwil am See, Hombrechtikon, Gossau et d'une partie de Seegräben. Une partie de Wetzikon dépend de la seigneurie pour la haute justice.
Le territoire de Stäfa est ajouté au bailliage en 1371 et en est détaché à nouveau en 1450. Le nouveau bailliage de Stäfa comprend également Oetwil am See et des parties d'Hombrechtikon,.

## Seigneurs et baillis
Les seigneurs sont les suivants :
- 1374-1408 : Famille Gessler de Meienberg ;
- 1408-1798 : Zurich.